# هولغر هانسن
هولغر هانسن (بالدنماركية: Holger Hansen )‏ (و. 1929 – 2015 م) هو سياسي، ومؤلف، وأستاذ جامعي، وفلاح دنماركي، كان عضوًا في الحزب الليبرالي، توفي عن عمر يناهز 86 عاماً.

## مناصب
تولى منصب وزير البيئة ‏ (19 ديسمبر 1973–13 فبراير 1975)
- عضو فولكتنغ  [لغات أخرى]‏.

## التعليم
تعلم في جامعة كوبنهاغن.